# TR-100
KARI TR-100은 대한민국 KARI가 개발한 틸트로터 방식의 수직이착륙 스마트 무인기이다. 민간용으로 개발되었으며, 무게를 1톤에서 600 kg으로 줄인 군용은 KARI TR-60이다. 무게는 200 kg으로 줄였으며, 2013년 10월 17일 초도비행에 성공했다.

## 역사
2002년 김대중 정부는 21세기 항공 분야 프론티어 사업으로 선정했다. 2011년 개발완료까지 10년간 1000억원의 지원을 받았다.
2011년 9월 17일 전남 고흥 항공센터에서 초도비행에 성공했다.

## 무장능력
똑같이 무게 1톤인 미국의 MQ-1 프레데터는 순수 기체 중량 512 kg에 연료와 장비를 508 kg 탑재한다. 그러한 508 kg의 장비 중에 연료와 함께 AGM-114 헬파이어 2발 또는 AIM-92 스팅어 4발 또는 그리핀 미사일 6발을 장착할 수 있다.
TR-100의 무장능력은 알려지지 않았다. KARI는 민간용이라고 주장한다. 무게만으로 보면 프레데터와 동일한 무장이 가능할 것으로 추정된다.

## 비판
TR-100은 무게 1톤의 무인정찰기로서, 무게 1톤의 무인정찰기는 미국의 MQ-1 프레데터가 유명하다. 즉, TR-100은 수직이착륙 방식의 프레데터라고 할 수 있다.
육지의 소형 운동장, 헬기 착륙장, 해군의 구축함, 독도함 등에서 이착륙이 가능하다. 그럼에도, 한국 정부는 개발이 완료되고 8년이 지나도록 아무런 사용도 하지 않고 있다.

## 제원
- 길이: 5 m
- 폭: 7 m
- 최대중량: 1,000 kg (추정 순수 기체 중량 : 600 kg)
- 장비중량: 100 kg
- 엔진: PWC-206 (560 hp)
- 연료량: 300 kg
- 최고속도: 400 km/h (설계 최고 속도 : 500 km/h)
- 작전시간: 5시간
- 작전반경: 200 km (기본)
- 작전반경: 2,500 km (인공위성)
- 대당가격: 30억원